# Arrondissement de la Börde
L'arrondissement de la Börde est un arrondissement  (Landkreis en allemand) de Saxe-Anhalt  (Allemagne). Son chef lieu est Haldensleben. Le nom de cet arrondissement fait référence à la Magdeburger Börde, la plaine qui occupe la plus grande partie de son territoire.

## Villes, communes & communautés d'administration
(nombre d'habitants en 2010)
Einheitsgemeinden
1. Barleben (9 090)
2. Haldensleben, ville (18 882)
3. Hohe Börde (18 459)
4. Niedere Börde (7 321)
5. Oebisfelde-Weferlingen, ville (14 274)
6. Oschersleben (Bode), ville (20 831)
7. Sülzetal (9 313)
8. Wanzleben-Börde, ville (15 049)
9. Wolmirstedt, ville (12 001)

Verbandsgemeinden avec leurs communes membres
(* siège de la Verbandsgemeinde)
| 1. Verbandsgemeinde Elbe-Heide 1. Angern (2 112) 2. Burgstall (1 655) 3. Colbitz (3 302) 4. Loitsche-Heinrichsberg (994) 5. Rogätz * (2 214) 6. Westheide (1 763) 7. Zielitz (1 934) 2. Verbandsgemeinde Flechtingen 1. Altenhausen (1 099) 2. Beendorf (926) 3. Bülstringen (925) 4. Calvörde (3 711) 5. Erxleben (3 069) 6. Flechtingen * (2 794) 7. Ingersleben (1 463) | 3. Verbandsgemeinde Obere Aller 1. Eilsleben * (3 899) 2. Harbke (1 735) 3. Hötensleben (3 811) 4. Sommersdorf (1 457) 5. Ummendorf (1 010) 6. Völpke (1 460) 7. Wefensleben (1 905) 4. Verbandsgemeinde Westliche Börde 1. Am Großen Bruch (2 321) 2. Ausleben (1 806) 3. Gröningen, ville * (3 780) 4. Kroppenstedt, ville (1 538) |